# سو هودج
سو هودج (بالإنجليزية: Sue Hodge)‏ هي ممثلة بريطانية، ولدت في 4 يونيو 1957 في المملكة المتحدة.

## وصلات خارجية
- سو هودج على موقع IMDb (الإنجليزية)
- سو هودج على موقع ألو سيني (الفرنسية)
- سو هودج على موقع قاعدة بيانات الفيلم (الإنجليزية)
- سو هودج على موقع كينوبويسك (الروسية)